# Governing Council of the Cat Fancy

The Governing Council of the Cat Fancy (GCCF) est le plus grand registre de races félines britannique.

## Histoire
Le GCCF a été créé en 1910 par un petit groupe de clubs de race à une période où la passion pour les chats de race était à son commencement. Actuellement c'est un organisme sans adhésion de membre mais qui regroupe environ 150 clubs, certains spécialisés dans une race précise, d'autres par région. 
Il fournit les licence pour les expositions de ses clubs affiliés qui organisent, environ 135 shows par an. La GCCF organise également son propre concours, le Cat Supreme Show, connu pour être la plus grande exposition féline mondiale où l'on obtient des titres particuliers tels que « Champion Suprême » ou d'autres titres réservés au Royaume-Uni.
Le siège de l'organisation se trouve à Bridgwater, où 12 membres du personnel gèrent la communication, l'organisation d'exposition, les demandes de pedigree, les déclarations de saillie, la correspondance avec les éleveurs, les comités d'élevage et le grand public. Ils s'occupent également des plaintes et les infractions aux règles qui peuvent amener à la suppression d'un club. L'organisation publie également un petit journal du nom de « Our cats ». Son président actuel est Shirley Bullock.
La GCCF a mis en place sa propre œuvre de bienfaisance sous le nom de « The Cat Welfare Trust » qui a pour but de trouver des solutions pour le bien-être des chats. Cette association a donné des milliers de livres pour la recherche en génétique, la création de nouveaux vaccins et la recherche contre certaines maladies.

## Races
Voici les races reconnues par le GCCF et classées selon ses propres critères. Les races les plus populaires sont le British Shorthair, le Bengal et le Siamois.
Environ 30 000 pedigrees sont délivrés chaque année par cette organisation.

### Section Persans
- Persan (dans toutes les variétés considérées en France comme faisant partie de la même race)
- Exotic Shorthair

### Section poils mi-longs
- Maine Coon
- Norvégien
- Ragamuffin
- Ragdoll
- Sacré de Birmanie
- Sibérien
- Somali
- Turc de Van

### Section Anglaise
- British Shorthair (dans les différentes variétés)
- Manx
- Selkirk Rex

### Section Étrangers
- Asian
- Abyssin
- Bengal
- Bleu russe
- Bombay
- Burmilla
- Cornish rex
- Devon Rex
- Korat
- LaPerm
- Mau Égyptien
- Ocicat
- Singapura
- Snowshoe
- Sphynx
- Tonkinois
- Tiffany

### Section Burmese
- Burmese

### Section Oriental
- Mandarin
- Oriental (dans toutes les variétés considérées en France comme une seule race)

### Section Siamois
- Balinais
- Siamois